# 2565 Греглер
2565 Греглер (2565 Grögler) — астероїд головного поясу, відкритий 12 жовтня 1977 року.
Тіссеранів параметр щодо Юпітера — 3,515.